# Captain Beyond
Captain Beyond est un groupe américain de hard rock originaire de Los Angeles formé en 1972 par l'ex-chanteur de Deep Purple, Rod Evans. 
Le guitariste est Larry Reinhardt mieux connu sous le nom de « Rhino », qui jouait avec Iron Butterfly avant avec le bassiste qui vient du même groupe, Lee Dorman. Avec Bobby Caldwell à la batterie, ancien de Noah's Ark et Johnny Winter Band. Puis Marty Rodriguez le remplace à la batterie, car Caldwell va jouer avec Derringer. Plus tard, Reese Wynans se joint à eux au piano, il a joué avec Boz Scaggs et Pandemonium. Guille Garcia, percussionniste se joint aussi à eux en même temps que Reese Wynans. Pour leur troisième album c'est Willie Daffern qui est le chanteur. Le groupe subit beaucoup de changements de membres, les membres partent et reviennent dans le groupe.
Le groupe fait essentiellement de la musique rock au style british. La guitare électrique et la voix sont en premier plan et les refrains sont vraiment accrocheurs. Il possède des chansons plus rock et aussi plus calmes, comme chaque bon groupe rock. Captain Beyond est probablement le premier groupe à utiliser le cri «uh !» sur le morceau «I can't feel nothing (part 2)», repris par la suite par de très nombreux groupes de métal dont Celtic Frost.
Le premier album sorti en 1972 de Captain Beyond se nomme Captain Beyond. Le deuxième se nomme Sufficiently Breathless et sort en 1973. Le troisième album se nomme Dawn Explosion et sort en 1977.

## Discographie
- Captain Beyond

1. Dancing madly backwards (on a sea of air) (4:02)
2. Armworth (1:48)
3. Myopic void (3:30)
4. Mesmerization eclipse (3:48)
5. Raging river of fear (3:51)
6. Thousand days of yesterday (intro) (1:19)
7. Frozen over (3:46)
8. Thousand days of yesterday (time since come and gone) (3:56)
9. I can't feel nothing (part 1) (3:06)
10. As the moon sparks (to the waves of the sea) (2:25)
11. Astral lady (0:16)
12. As the moon sparks (return) (2:13)
13. I can't feel nothing (part 2) (1:13)

Temps total: 35:13  Publié par Capricorn
- Sufficiently breathless

1. Sufficiently breathless (5:15)
2. Bright blue tango (4:11)
3. Drifting in space (3:12)
4. Evil men (4:51)
5. Starglow energy (5:04)
6. Distant sun (4:42)
7. Voyages of past travellers (1:46)
8. Everything's a circle (4:14)

Temps total: 33:15 Publié par Capricorn
- Dawn Explosion

1. Do or Die (3:39)
2. Icarus (4:18)
3. Sweet Dreams (5:30)
4. Fantasy (5:58)
5. Breath of Fire, Pt. 1 - 2 (3:04)
6. If You Please (3:16)
7. Midnight Memories (4:17)
8. Oblivion (4:49)
9. Space Interlude (3:01)
10. Oblivion (2:14)
11. Space Reprise (0:52)

Temps total: 40:58 Publié par Warner Brothers